# М'яз-натягувач барабанної перетинки
М'яз-натягувач барабанної перетинки (лат. musculus tensor tympani) — один із двох м'язів середнього вуха, розташований у кістковому каналі над кістковою частиною євстахієвої труби і прикріплений до молоточка. Його призначенням є послаблення гучних звуків, наприклад, таких, що виникають при жуванні, крику, ударах грому. Проте, його реакція недостатньо швидка, щоб захистити вухо від раптових сильних звуків, таких як вибухи чи постріли.

## Будова

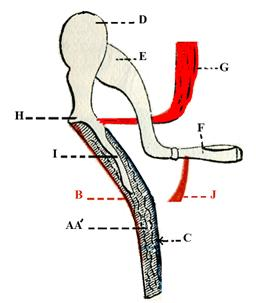
Слухові кісточки з м'язами: AA’ — два волокнисто-колагенні шари; B — епідерміс; C — слизова мембрана; D — головка молоточка; E — коваделко; F — стремінце; G — натягувач барабанної перетинки; H латеральний відросток молоточка; I — руків'я молоточка; J — стремінцевий м'яз.

Відходить від хрящевої частини євстахієвої труби і прилеглого великого крила клиноподібної кістки. Проходить у власному каналі до барабанної порожнини, де переходить у тонкий сухожилок, який круто огинає завиткоподібний відросток (processus cochleariformis) стінки порожнини, і кріпиться до руків'я молоточка.

### Кровопостачання й іннервація
Кровопостачання м'яза здійснюється через верхню барабанну артерію — гілку середньої оболонної артерії. Іннервується м'яз-натягувач барабанної перетинки однойменним нервом (nervus musculi tensoris tympani) — гілкою присереднього крилоподібного нерва, який відходить від нижньощелепного нерва. Оскільки іннервація здійснюється лише руховими волокнами трійчастого нерва, м'яз не має волокон від трійчастого ганглія (що містить тільки чутливі волокна).

### Розвиток
Розвивається з мезодермальної тканини 1-ї зябрової дуги.

## Функція
Функцією м'яза-натягувача барабанної перетинки є послаблення шуму, що виникає під час жування. Напружений м'яз тягне молоточок у медіальному напрямку, натягаючи барабанну перетинку і послабляючи коливання слухових кісточок, тим самим зменшуючи сприйману амплітуду звуків. Це один із м'язів, задіяних в акустичному рефлексі.

### Вольовий контроль
Скорочення м'яза зменшує вібрацію кісточок і відповідно звук. Повільно скорочувані волокна здійснюють 10—30 скорочень за секунду (що відповідає 10—30 Гц звукової частоти). Швидко скорочувані волокна здійснюють 30—70 скорочень за секунду (відповідає 30—70 Гц). Сильним вольовим напруженням можна добитися сильного скорочення м'язів-натягувачів, що викликає звук, зазвичай описуваний як гарчання.
Деякі люди можуть за власним бажанням сильно натягати ці м'язи, викликаючи гарчання в себе у вухах. Також цей звук можна почути при сильному напруженні м'язів шиї чи щелеп, наприклад, під час глибокого позіхання. Феномен відомий принаймні з 1884 року.

### Мимовільний контроль
Тимпанічний рефлекс запобігає пошкодженню внутрішнього вуха, глушачи передачу вібрацій від барабанної перетинки до овального вікна. Час спрацьовування рефлексу становить 40 мілісекунд, що виявляється недостатнім для того, щоб захистити вухо від раптових гучних звуків, таких як вибух чи постріл. Ймовірно, рефлекс розвинувся в процесі еволюції для захисту вух від ударів грому, які не є раптовими звуками.
Рефлекс здійснюється скороченням двох м'язів середнього вуха — м'яза-натягувача барабанної перетинки і стремінцевого м'яза.